# Polohî-Verhunî, Pereiaslav-Hmelnițki
Polohî-Verhunî (în ucraineană Пологи-Вергуни) este localitatea de reședință a comunei Polohî-Verhunî din raionul Pereiaslav-Hmelnițki, regiunea Kiev, Ucraina.

## Demografie
Componența lingvistică a localității Polohî-Verhunî
     Ucraineană (97,27%)
     Rusă (2,34%)
     Alte limbi (0,38%)
Conform recensământului din 2001, majoritatea populației localității Polohî-Verhunî era vorbitoare de ucraineană (97,27%), existând în minoritate și vorbitori de rusă (2,34%).